# Magnus Nilssen
Magnus Nilssen, född 18 juli 1871, död 20 november 1947, var en norsk politiker.
Nilssen var från 1900 och under en följd av år arbetarpartiets sekreterare och som sådan av stor betydelse för partiets utveckling. Han var stortingsman 1906-1921 och åter från 1928, president i lagtinget 1919-1921, samt arbetsminister i Christopher Hornsruds regering 28 januari - 15 februari 1928.